# Gran Incendio de Guayaquil

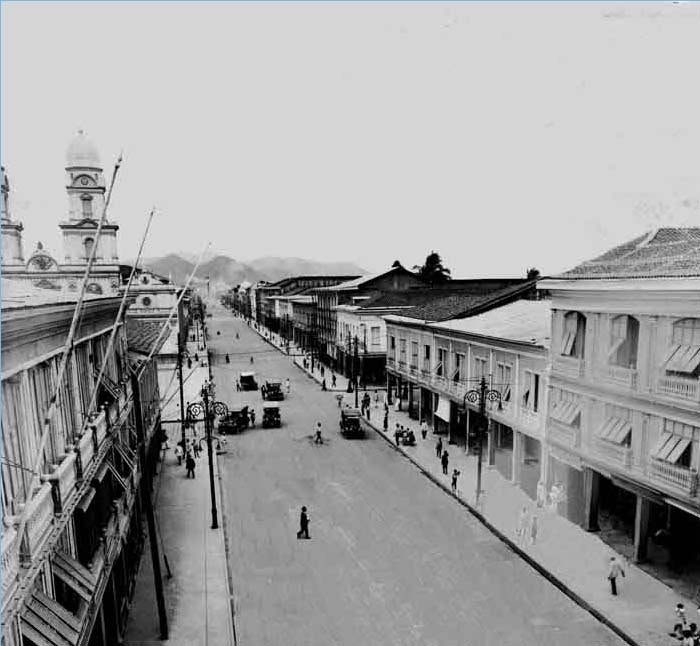
Guayaquil,1920 después de la reconstrucción del Gran Incendio de 1896.

El Gran Incendio de Guayaquil, también conocido como el Incendio Grande, fue un incendio de enormes proporciones que arrasó la ciudad de Guayaquil, en el Ecuador. El fuego inició en la noche del 5 de octubre y se extendió hasta la tarde del 8 de octubre de 1896. El fuego destruyó aproximadamente la mitad de la ciudad, desde el sector de la Gobernación hasta el inicio del Barrio Las Peñas.

## Antecedentes
Se inició aproximadamente a las 11 de la noche del 5 de octubre de 1896.
Se habló de un sabotaje al edificio de la gobernación iniciado en la manzana de enfrente, donde funcionaba el almacén de lencería denominado "La Joya", sin tomar en cuenta la dirección en la que el viento corría, dejando Miles de muertos

## Desarrollo del incendio

### El incendio grande
El domingo 4 de octubre de 1896, Guayaquil amaneció tranquilo. El Grito del Pueblo, un diario de aquella época, publicó en una de sus páginas que esa noche a las 8:30 se estrenaba en el Teatro Olmedo la preciosa y siempre aplaudida zarzuela «El Juramento», los templos de la urbe se llenaron de fieles y nada indicaba que se produciría una de las mayores tragedias que registra la historia de la ciudad de Guayaquil: El Incendio Grande conocido también como el Gran Incendio de Guayaquil.
El lunes 5, a las 11 y 40 de la noche, unos gritos llamaron la atención del vecindario de las actuales calles de Aguirre, Malecón, Illingworth y Pichincha. Estaban ardiendo los bajos de la casa de un doctor llamado Carlos Matheus y Pacheco, situada en la esquina de Malecón y Aguirre, donde funcionaba el almacén de novedades «La Joya» de propiedad de los extranjeros Manessevitz y Bowsky, con el n.º 161 por el Malecón. Al poco rato las llamas han contaminado los almacenes vecinos con frente a la ría y arden las tiendas de José Feldman con el No.159. El bazar Parisién, de Alejandro Meret, con el n.º 158; la Capital, con el No.157, La Opera, que recién ha sido fundado por un señor de apellido Raymond; los almacenes de Aquiles Rigail, con el n.º 150, y ya en la esquina de lllingworth, el Casino Español, donde los caballeros de la época saboreaban deliciosos vinos europeos.
Esta primera manzana comprendía 5 casas, a saber: Por el Malecón, la del doctor Matheus y de la señora V. de Aguirre que vivía en París en el momento del flágelo; luego la del doctor Vallejo que estaba en construcción; la de la familia Ycaza, donde vivía una familia de apellido Wright, teniendo en los bajos a la Librería Española de Pedro V. Janer y las oficinas de González Bazo. Por último está la casa de don Adolfo Hidalgo Arbeláez, en cuyos bajos funcionaba el Banco Territorial y la Compañía Ecuatoriana de Seguros contra Incendios, que quebró a consecuencia del siniestro, como las demás compañías de seguros que existían en Guayaquil, al no poder cubrir los daños que el público asegurado reclamaría después.

## Extensión del fuego

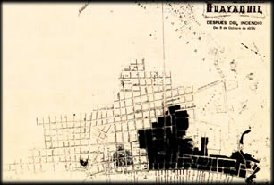
Mapa de Guayaquil después del incendio de 1896

José María Carbo Aguirre, Gobernador de la Provincia, al saber que las llamas amenazaban contaminar el histórico edificio de la Gobernación, se trasladó a las 12 de la noche a los bajos y organizó su defensa con piquetes de voluntarios que subidos al techo apagan los maderos encendidos que saltaban por los aires a través de la bocacalle. Igualmente junto a algunos caballeros de la localidad salvó el archivo administrativo de Guayaquil y su provincia, trasladándole al Cabildo, donde permaneció varios meses en calidad de depósito. Ambos edificios fueron magníficamente defendidos y esta labor impidió que el fuego se extendiera por el río, hacia el sur, salvándose el Barrio Villamil y el Astillero.
Sin embargo, a las 12 y 15 p. m., el fuego pasó a la casa de los Herederos de Don Ildefonso Coronel y Mora, donde actualmente funciona el Banco de Descuento y 15 minutos después ya ardía esa manzana, porque se contaminó el edificio vecino, donde funcionaba el Banco Comercial y Agrícola.
Entonces el fuego se propagó con dirección suroeste porque soplaba una fuerte brisa. Para la madrugada eran 5 o 6 manzanas que estaban siendo consumidas y no había poder humano que detuviera al enemigo. Los bomberos luchaban denodadamente pero siendo las casas de madera y otros elementos de fácil combustión cualquier intento por apaciguar la furia del incendio era inútil. En la mañana del martes 6 de octubre el fuego cambió de curso, con dirección norte y el incendio avanzó por la calle Pichincha. Al poco rato y en las cuadras situadas entre avenida Nueve de Octubre y Aguirre ya no existían las casas donde antes había prósperos negocios; Vignolo, García y Ninci, varios almacenes de chinos, las oficinas de Rohde, la Joyería de Philips, R.B. Jones y Co. Defranc y Compañía, el Salón La Ganga, la peluquería de Corrons y varias cantinas.
Después continuaron los daños propagándose por Pichincha siempre hacia el norte y con dirección a la iglesia de la Concepción, que estaba situada donde ahora existe la Planta Proveedora de Agua del Cuerpo de Bomberos frente a la Plaza Colón.
Por el Malecón la devastación también fue grande. Los almacenes La Perla, La Opera, Lorenzo Paba, A. Ycaza Gómez, Osa y Compañía, El Louvre, Rodríguez, R. y L. García, Duran y Compañía, La Botica, Joaquín Ycaza, La Ninfa y La Maravilla fueron destruidos por las llamas.
Ya nada quedaba en el Malecón porque desde Aguirre hasta el Colegio de los Sagrados Corazones todo había desaparecido. Numerosas casas exportadoras de cacao despedían un magnífico olor a chocolate. Esa tarde a las seis desapareció el Barrio de Las Peñas hasta la Atarazana.
Por el oeste el fuego llegó a la calle Boyacá y en la noche sopló un viento huracanado que fomentó aún más las llamas. El edificio de la Aduana, que era grande y contenía mucho material combustible, incendió algunas casuchas del cerro Santa Ana, de las más próximas.
El miércoles 7 de octubre amaneció la ciudad en ruinas, pero el incendio continuó en dirección oeste. Las familias de la Plaza de la Merced abandonaron sus inmuebles por el calor enorme que se sentía en ese sector. Lo mismo las de la calle Bolívar.
A las 9:45 de la mañana ardieron las casas de la Plaza de San Francisco. Primero se quemó el Depósito de Cerveza. Luego la Bomba Salamandra, los Talleres, Imprenta y Redacción del Diario «El Tiempo». Una hora después pasaron las llamas a la acera del frente quemándose la casa de los Caamaño, en 9 de Octubre y Córdova, por donde se metió el fuego hasta la Merced.
La Estatua de Rocafuerte sufrió un tremendo calor a causa de las llamas pero no se destruyó porque es de metal, en cambio, la base de piedra se rajó en dos partes y la desquició con peligro de caer.
A las tres de la tarde se quemó el Cuartel de Artillería «Sucre» situado en la esquina de 9 de Octubre y Boyacá, explotando el parque. El estruendo que se escuchó fue comparado al de una batalla y salían los cartuchos disparados al aire en enorme cantidad. Al mismo tiempo se alzó un viento huracanado en el potrero de las calles Junín y Boyacá, hacia el norte, donde numerosos fugitivos habían almacenado sus pertenencias. Algunos baúles se levantaron del suelo hasta 30 metros de altura, desparramando su contenido. A las 6 ya no quedaba nada por quemar por el norte y en la madrugada del jueves 8 el fuego plantó su avance y desapareció como por encanto. Había terminado el Incendio y renació la calma sobre un Guayaquil chamuscado y mal oliente, negro de humo y miseria, donde deambulaban seres que de la noche a la mañana pasaron de la opulencia a la miseria más espantosa, sin siquiera tener un sitio de descanso. Todo perdido en el Incendio Grande.

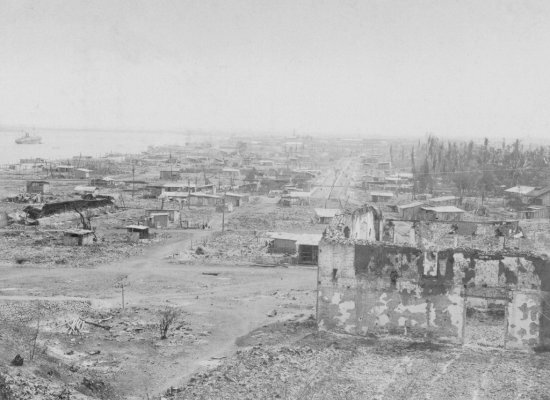
La mañana del 7 de octubre de 1896

## Renacimiento de Guayaquil

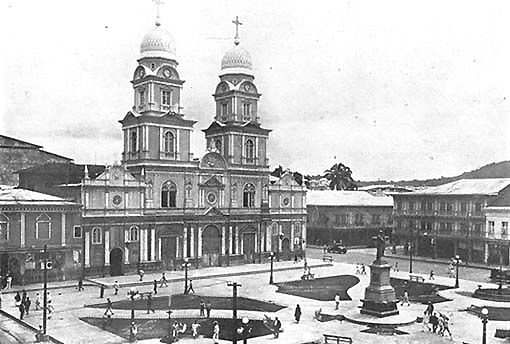
Plaza San Francisco en 1928

El Gobernador convocó a los principales ciudadanos, ese mismo día, a reunión en la Gobernación; a las 2 p. m. asistieron numerosos vecinos y como primera medida formaron la Guardia Urbana y eligieron Primer Jefe a Antonio Gil, dividiendo la Ciudad en Secciones y dando a cada una de estas un cuartel de reunión. En la Sección A fue Jefe Juan F. Fioravanti y el depósito estaba en la Bomba Ecuador en el Astillero. La Sección B tuvo a Francisco Durán y Rivas y depósito en la Bomba Luzarraga en la calle del Teatro. De la sección C fue Jefe Vicente Campuzano Morla, con depósito en la bomba Aviles situada en las calles Municipalidad y Chanduy; y la sección D estaba presidida por Eleodoro León y depósito en la bomba Olmedo de las calles Municipalidad y Boyacá.
Igualmente se constituyó una Junta de Padres de Familia para colectar fondos y especies y distribuirlas entre el pueblo. La formaron Luis Adriano Dillon Reyna, Martín Aviles Garaycoa, Emilio Estrada Carmona y Tomás Gagliardo, actuando como Tesorero Guillermo Higgins Carbo. Esa Junta levantó carpas para albergue de familias que habían quedado sin hogar sobre los solares que Martín Ycaza Paredes gratuitamente ofreció al Gobernador en el barrio del Astillero, en nombre de sus hijos Martín y Julio, los propietarios.
La Junta pidió al Gobernador que dispusiera al Intendente la ocupación de las escuelas fiscales y municipales, así como de los templos y teatros de la ciudad, para momentáneo albergue de la población, y para solucionar el problema de la desocupación se creó una Comisión de Agricultura que empleó doscientos hombres en faenas propias del campo. Cada miembro tomó a cargo este número de trabajadores por 6 meses cuando menos y fue así como Jaime Puig Mir, Luis Adriano Dillon Reina, Emilio Estrada Carmona y el Dr. Agustín L. Yerovi se comprometieron a tan laudable propósito en detrimento de sus economías privadas, con tal de solucionar siquiera en parte la angustia de la población.
La colecta se efectuó con éxito y el 11 de octubre ya son algunos miles los que se distribuyen entre el pueblo: El Capitán Geo Chambers Stock dio 50 pesos: J. A. Weller, por la empresa de Teléfonos de Guayaquil, 100; Geo Nilson, 50; y otros más entregaron sumas menores.

## Problemas que surgieron luego del Incendio
El Diario «El Grito del Pueblo» en sucesivas ediciones comenzó a relatar las anécdotas del flagelo. Por eso se conoce que la señora Adela Méndez solicitó la devolución de una máquina de coser perdida en la calle Sucre y pedía que se la depositaran en su domicilio entre las avenidas Municipalidad y Quito. Algunos opinaban que era necesario frenar el abuso de los cargadores de muebles, que con tanto trabajo cobraban sumas astronómicas.
La familia Urbina dio cuenta de la pérdida de dos retratos grandes, al óleo, donde aparecía de cuerpo entero don Gabriel Fernández de Urbina, solicitando que lo devolvieran a la imprenta del diario. Estos retratos posiblemente no se hallaron porque a la presente fecha nadie da razón de ellos. Los señores Zevallos pusieron a disposición de las personas que habían quedado sin abrigo unas covachas de su propiedad, ubicadas en la calle Vivero a orillas del río, en el barrio del Astillero y solicitaban a los interesados que se acerquen a tratar con el señor Samuel Carcelén, que las administraba a módicos precios.
El General Cornelio E. Vernaza Carbo se lamentó de la pérdida de su biblioteca de temas militares, la más lujosa y completa del país, indicando que los Códigos, Tácticas y Proyectos de Ley que tenía en su casa, casi todos propios aunque algunos eran ajenos, se habían quemado en su totalidad. Otros anotaron que había más de 5.000 personas viviendo al aire libre. Algunos opinaban que en cada portal se debían levantar paredes de tablas para albergar provisionalmente a los sin techo.
El servicio de cable con el exterior se cortó desde el martes y recién se reparó a las 4 de la tarde del día siguiente, hora en que se comunicó la noticia al mundo.

## La asamblea nacional constituyente
El viernes 9 de octubre de 1896 se instaló en el edificio de la Gobernación de la Provincia la Asamblea Nacional Constituyente, presidió la primera sesión Manuel Benigno Cueva y actuó como Secretario Luciano Coral, concurriendo 54 diputados. Efectuada la votación para elegir Presidente obtuvo 42 votos el doctor Cueva y 12 Abelardo Moncayo. El doctor César A. Cordero, de la representación de Loja, tomó la promesa de ley. Para la vicepresidencia obtuvo 37 votos Lautaro Aspiazu Sedeño, quien salió electo. 1.º y 2.º secretarios se nombró a Miguel Ángel Carbo y Luciano Coral. A las 4 y 35 de la tarde el presidente de la Asamblea doctor Cueva designó una comisión compuesta por los Diputados doctores Emilio Ma. Terán, Sixto Duran Ballen e Ignacio Robles para comunicar al General Eloy Alfaro, Jefe Supremo de la Nación, la nómina de los dirigentes de tan docta reunión. En esos momentos una salva de 21 cañonazos anunció que estaba instalada la Asamblea.

## Nuevas medidas de orden
Ese día se abrieron las llaves de los depósitos de agua en el cerro Santa Ana. El alumbrado de gas se reinició, disminuyendo la lobreguez del ambiente; se apresó a un jorobado conocido como "Antiche" en el barrio Las Peñas, creyéndole causante del flagelo; otros cuatro individuos guardaban prisión acusados de la comisión de este delito y a un vagabundo llamado Juan Tello se le fusiló injustamente, sin fórmula de juicio.
El señor Fernández Madrid, Capitán del Puerto de Guayaquil, consiguió de la Compañía Sudamericana de Vapores una rebaja del 20% en la venta de pasajes y se estimó en más de 8.000 las personas que emigraron.
Muchas familias quedaron en la indigencia perdiendo posición social. La casa bancaria Rotschild, de Londres, en gesto que la honra, duplicó el crédito de 60.000 libras esterlinas a la sucursal del Banco del Ecuador en Guayaquil, para ayudarlo en la crisis que atravesaba por la destrucción de su edificio. La firma Rohde y Compañía desalojó una gran existencia de kerosene que mantenía almacenado en la vieja Tahona, para evitar cualquier contingencia futura.
El doctor León Becerra abrió un consultorio gratuito a los heridos y enfermos, atendiendo todos los días de 2 a 4 de la tarde en el local de la Botica de la Marina; y así, con tan saludables ejemplos, Guayaquil volvió a renacer.
Por su parte el General Eloy Alfaro ordenó a la tesorería de Hacienda que durante 4 años se entregara la suma de 2.000 pesos mensuales al Cuerpo de Bomberos de Guayaquil para que pudiera adquirir modernas maquinarias y no se volviera a repetirse otro fuego igual; ya por entonces se había iniciado la tarea de desalojar los desechos de las ruinas calcinadas. Un mes después los carpinteros habían avanzado en la labor de reconstrucción.

## Arte que se perdió en el Incendio
En las casas Guayaquileñas de antaño era costumbre tener grandes óleos de antiguos señorones que miraban torvamente, empelucados conforme a la moda del siglo anterior, vistiendo casacas finamente recamadas, portando espadines de gala, varas altas de Alcalde, calzando zapatos de tacón, hebilla de oro y todo lo demás, pero esos cuadros se perdieron para el Incendio Grande de 1896 y hoy nada queda de ellos.
Contaba Juan Francisco Marcos Aguirre que la noche de ese aciago fuego su padre se demoró en decidir la desocupación de la casa pensando que podía ocurrir un milagro y solo cuando las llamas habían tomado fuerza en la manzana del frente y el calor se tornaba imposible de soportar, el bueno de don Manuel Marcos bajó con su familia, pudiendo salvar únicamente lo elemental y más valioso, lo preciso. Su hijo Juan Francisco andaba en los 28 años y fue el encargado de cerrar los cuartos y el último en bajar corriendo y al llegar al descanso de la escalera notó que se quedaba un enorme retrato de un antepasado, que siempre había estado allí colgado, como recibiendo a las visitas.
Ese personaje misterioso era un señor de más de mediana edad, rostro amarillento, bigote, perilla y mirada fuerte, lo que unido al ceño algo fruncido y al negro de su capa y vestiduras, donde resaltaba una gran cruz verde, producía una primera impresión desagradable; sin embargo lo habían conservado como algo importante y digno de ser preservado y pensando en todo ello el joven Marcos lo tomó para salvarlo, pero reflexionó enseguida que le iba a ser imposible tenerlo en medio de la calle, lo devolvió a su puesto y cerró la puerta con llave, quemándose el cuadro con el resto del mobiliario cuando ardió el edificio. ¿Quién era ese enigmático e importante personaje?, se preguntaba después con curiosidad y pasaron los años hasta que un día descubrió la identidad del desconocido leyendo un viejo documento familiar; resultaba que el bisabuelo de su madre había sido el español peninsular don José Antonio de Paredes, Alguacil del Santo Oficio y miembro del temido Tribunal de la Inquisición, en cuyo uniforme era de obligación bordar una Cruz Verde, símbolo de tal lóbrega institución.

## Retratos que se salvaron del Incendio
Sin embargo no todos los retratos se quemaron entonces, algunos se salvaron por estar en París cuando ocurrió la catástrofe. Una familia de apellido Rendón vivían allá y con ellos tenían un par de miniaturas en marfil con las efigies del Regidor Mariano Pérez de la Rúa y de su esposa Carmen de Antepara y Bejarano, pero en cambio perdieron los dos óleos tamaño natural del Dr. Manuel E. Rendón y Machado y de su esposa Isabel Triviño y Barbotean, que por grandes y pesados seguían en la casa del Malecón guayaquileño.
Los Santistevan también vivían para el 96 en Europa y por eso se libraron los retratos de Juan Antonio de Rocafuerte y Antolí y su esposa Josefa Bejarano Lavayen así como el del Coronel Jacinto Bejarano Lavayen, a quien le ofrecieron en 1820 la jefatura de la Revolución de Octubre, que no aceptó por viejo y achacoso, pletórico como indica Villamil en su Reseña -gordo y abotagado- no sin expresar a los Comisionado que les deseaba todo el éxito posible.
Los Luzarraga salvaron un óleo de Manuel Antonio de Luzarraga, marino que entregó la flotilla de lanchas del río a los patriotas del 9 de octubre, permitiendo la consolidación del golpe; luego se dedicó al comercio y exportación de cacao y amasó la mayor fortuna de su tiempo, fundando la «Casa Luzurraga» que hacía de banco hasta en el exterior.
El Incendio Grande fue el más trágico episodio de la historia urbana de Guayaquil. Familias enteras se vieron abocadas a vivir de la caridad de parientes y amigos sin tener donde ir ni con qué comer, apellidos ilustres por la riqueza se fueron guardabaje y las siguientes generaciones no pudieron recobrarse del golpe y colapso. Otros más afortunados que tenían sus bienes repartidos en haciendas y ganado surgieron de golpe; pero los que acuñaban dinero en los bancos, los que vivían con lujo o tenían joyas muy valiosas, sufrieron el impacto de perderlo todo en unas cuantas horas.
Cuatro años después se inauguró en París la Exposición Mundial de 1900 para saludar al nuevo siglo y los guayaquileños se esmeraron en ahorrar y viajar y compraron nuevo mobiliario, por eso se impuso el art nouveau en el puerto, por cuando fueron a comprar todo nuevo y hallaron lo que entonces estaba de moda. Hubo pues, una renovación total de gustos y estilos y entró de golpe el siglo XX sin los viejos y señeros retratos coloniales donde miraban austeros Alguaciles, Alcaldes y Regidores y en su reemplazo se colocaron fotografías con rostros de gentes nuevas, símbolo de un cambio forzado, producido por el Incendio.